# Parohie (biserică)
O parohie este cea mai mică subdiviziune ecleziastică din structura administrativă a unei biserici creștine.
Parohiile constituie diviziunile eparhiei (diocezei). 

## Etimologie și utilizare
Termenul parohie a fost prima dată folosit în limba engleză, la sfârșitul anilor 1300, provenind cuvântul paroisse din en  franceza veche, ca varietate a termenului din latină paroecia, conform latinizării din limba greacă veche παροικία, transliterat: paroikia, „călătorind într-o țară străină”, la rândul său πάροικος (paroikos), „locuind aparte, străin, călător”, care este un cuvânt compus din παρά (pará), „alături, aproape”  și οἶκος οἶκος (oîkos), „casă”.

## Parohii diferențiate
- Parohie (biserica anglicană)
- Parohie (biserica catolică)
- Parohie (biserica ortodoxă)